# Најмрачнији час
Најмрачнији час (енгл. Darkest Hour) је британски ратни драма филм из 2018. године редитеља Џоа Рајта. Сценарио потписује Ентони Макартен, док су продуценти филма Тим Беван, Лиса Брус, Ерик Фелнер, Ентони Макартен и Даглас Урбански. Музику је компоновао Дарио Маријанели.
Насловну улогу тумачи Гари Олдман као Винстон Черчил, а у осталим улогама су Кристин Скот Томас, Лили Џејмс, Стивен Дилејн, Роналд Пикап и Бен Менделсон. Светска премијера филма је била одржана 12. јануара у Уједињеном Краљевству.
Буџет филма је износио 30 000 000 долара, а зарада од филма је 150 800 000 долара.
Филм је добио једну номинација за Златни глобус у којој је и победио — за најбољег главног глумца у играном филму (драма) (Гари Олдман).
Такође је добио девет номинација за БАФТА награду укључујући награде за најбољи филм, најбољег глумца у главној улози (Гари Олдман) и најбољу глумицу у споредној улози (Кристин Скот Томас), те је победио за награду најбољег глумца у главној улози (Гари Олдман) и најбољу шминку.
23. јануара 2018. године филм је добио номинације за шест награда Оскар укључујући награде за најбољи филм, најбољег глумца у главној улози (Гари Олдман) и најбољу фотографију (Бруно Делбонел).
На 90. додели Оскара 2018. године филм Најмрачнији час је добио два Оскара, за најбољег глумца у главној улози (Гари Олдман) и најбољу шминку.

## Радња
Најмрачнији час је узбудљива и инспиративна истинита прича која почиње уочи Другог светског рата, када Винстон Черчил (Гари Олдман) само неколико дана након што је именован за премијера Уједињеног Краљевства, мора да се суочи са једном од својих најтурбулентнијих и најважнијих одлука – да истражи погодности мировног споразума са нацистичком Немачком или да буде одлучан у борби за идеале и слободу свог народа.
Док незаустављиве немачке трупе пролазе западном Европом и претња од инвазије је неизбежна, јавност је неспремна, краљ је скептичан, а из његове странке се организују завере и сплетке, Черчил мора издржати свој најмрачнији час, окупити нацију и покушати да промени ток светске историје.

## Улоге
| Глумац             | Улога             |
| ------------------ | ----------------- |
| Гари Олдман        | Винстон Черчил    |
| Кристин Скот Томас | Клементина Черчил |
| Лили Џејмс         | Елизабет Лејтон   |
| Стивен Дилејн      | Едвард Вуд        |
| Роналд Пикап       | Невил Чејмберлен  |
| Бен Менделсон      | Џорџ VI           |